# گیتژواود
گیتژواود (به لاتین: Gietrzwałd) یک روستا در لهستان است که در گمینا گیتژواود واقع شده‌است.